# سبارتاك بلوفديف
سبارتاك بولفديف هو نادي كرة قدم في بلغاريا تأسس في 15 نوفمبر 1947.

## وصلات خارجية
- الموقع الرسمي